# Barbara Hyla-Makowska
Barbara Zofia Hyla-Makowska z domu Szczygielska (ur. 30 marca 1946 w Przasnyszu, zm. 17 listopada 2022 w Bydgoszczy) – polska polityk, działaczka związkowa i nauczycielka, posłanka na Sejm II, III i IV kadencji.

## Życiorys
Córka Kazimierza i Jadwigi. Ukończyła studia na Wydziale Matematyczno-Fizycznym Wyższej Szkoły Pedagogicznej w Częstochowie. Pracowała jako nauczycielka, następnie była pracownikiem Związku Nauczycielstwa Polskiego. W ZNP w latach 90. pełniła m.in. funkcję prezesa zarządu oddziału w Bydgoszczy.
W 1993 i 1997 uzyskiwała mandat poselski z listy Sojuszu Lewicy Demokratycznej z okręgu bydgoskiego. W 1999 została członkinią nowo powstałej partii SLD. W 1998 uzyskała mandat radnej Sejmiku Województwa Kujawsko-Pomorskiego, który wykonywała do 2000. W 2001 z powodzeniem ubiegała się o poselską reelekcję z ramienia koalicji SLD-UP z nowego okręgu bydgoskiego. W 2005 nie kandydowała do parlamentu, a w 2006 bez powodzenia startowała ponownie do sejmiku.
Została pochowana na cmentarzu Nowofarnym w Bydgoszczy.

## Odznaczenia
Odznaczona Medalem Komisji Edukacji Narodowej i Złotym Krzyżem Zasługi. W 1999 otrzymała peruwiański Krzyż Wielki Orderu Zasługi za Wybitną Służbę (Orden al Mérito por Servicios Distinguidos).